# Вулиця Таращанська (Львів)
Вулиця Тараща́нська — вулиця в Личаківському районі Львова, у місцевості Нове Знесіння. Пролягає від вулиці Новознесенської до вулиці Ребета, паралельно вулицям Ковальській та Потелицькій.

## Історія та забудова
Виникла у першій третині XX століття у складі селища Знесіння, не пізніше 1931 року отримала назву вулиця Святого Петра (св. Пйотра), у 1934 році перейменована на вулицю Святого Луки (св. Лукаша, у роки німецької окупації — Люкасґассе). За радянських часів, у 1950 році отримала сучасну назву, типову для тих часів — на честь міста Тараща Київської області..
Вулиця забудована одноповерховими конструктивістськими будинками 1930-х років, будинками барачного типу 1950-х років, сучасними садибами.